# Igla (système de rendez-vous automatique)

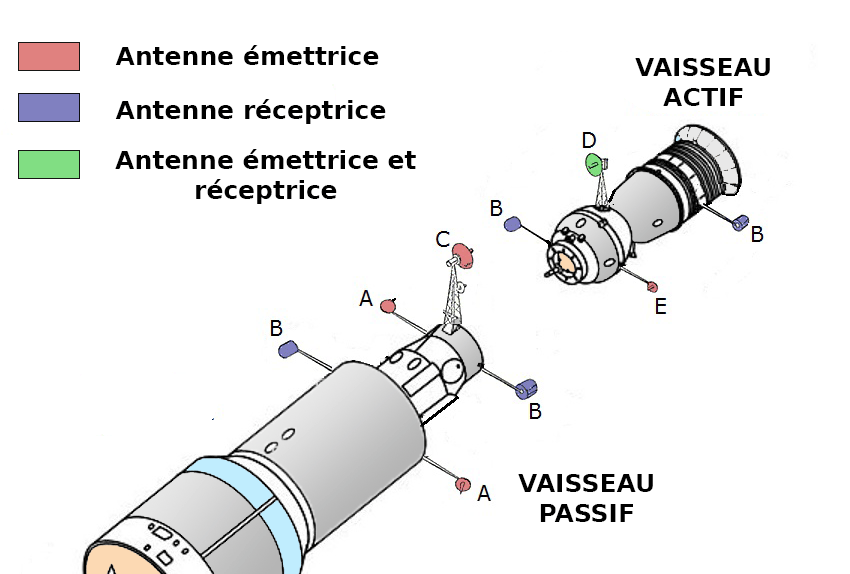
Les antennes du système Igla

Igla (en russe aiguille) est un système soviétique télémétrique radio    permettant d'effectuer un rendez-vous spatial de manière automatique et mis en œuvre par le  vaisseau spatial   Soyouz et la station spatiale Saliout. Le système testé pour la première fois en 1967 a été remplacé en 1987 par le système Kours installé pour la première fois sur le vaisseau Soyouz TM-2.

## Fonctionnement
Igla est un système radio qui permet de guider un vaisseau spatial dit actif (vaisseau Soyouz) vers un autre vaisseau Soyouz ou une station spatiale Saliout pour réaliser un rendez-vous spatial qui s'achève avec l'amarrage des deux engins spatiaux. Le système contrôle à la fois le mouvement relatif et l'orientation des deux vaisseaux jusqu'à l'amarrage des deux vaisseaux. Le système comprend trois types d'antennes installées à bord des deux vaisseaux :
- Une antenne omnidirectionnelle fixe (Antenne A sur le schéma) installée à bord du vaisseau spatial passif transmet un signal qui peut être reçu par le vaisseau actif quel que soit son angle d'approche.
- Une antenne de réception (B) installée à la fois sur le vaisseau actif et passif permet d'indiquer la direction du signal radio émis par l'autre vaisseau.
- Une antenne orientable (D) installée sur le vaisseau actif émet un signal et reçoit le signal retourné pour déterminer la vitesse de déplacement angulaire du vaisseau passif par rapport au vaisseau actif. Cette mesure permet d'évaluer l'écart de la trajectoire du vaisseau actif par rapport à sa cible (le vaisseau passif).
- Une antenne parabolique (C) sur le vaisseau passif qui renvoie les signaux émis par le vaisseau actif.
- Une dernière antenne émettrice (E) a été ajoutée après les premiers tests pour mieux mesurer la distance restante entre les deux vaisseaux au moment de l'approche finale.